# Natureza-morta com Doces e Barros
Natureza Morta com Doces e Barros é um óleo sobre tela da autoria de pintora Josefa de Óbidos. Pintado em 1676 e mede 80 cm de altura e 60 cm de largura.
A pintura pertence à Biblioteca Municipal Braamcamp Freire de Santarém.
Na continuidade da prática da pintura de naturezas-mortas por Baltazar Gomes Figueira, seu pai, introdutor do género na pintura portuguesa, Josefa de Óbidos cria esta obra em Óbidos, em 1676, a qual foi em abril de 2016 seleccionada como uma das dez mais importantes obras artísticas de Portugal pelo projeto Europeana.

## Descrição
Na composição, seguindo um esquema de ordenação horizontal paralela à moldura do quadro e recorrendo a um sistema de junção de elementos singulares, dispõe-se um conjunto de objetos – caixas, púcaro e bilha de barro, taça de loiça, tabuleiro e taça de estanho – repletos com doces variados, guloseimas, flores, palitos com ornamentos florais e tecidos, que enchem sumptuosamente o plano. A disposição angular do tabuleiro e da caixa à esquerda, introduzem vibração nessa disposição linear, sublinhada pelas variantes cromáticas. A riqueza descritiva e ornamental da pintura, que foi apurada na oficina de Óbidos e que teve grande sucesso junto da clientela, comprova-se nesta obra na qual a pintora inova ao criar variantes na distribuição dos objetos pela superfície em fundo escuro, que a tornam mais dinâmica e sumptuosa.